# Ordre de succession présidentielle des États-Unis
L'ordre de succession présidentielle (en anglais : United States presidential line of succession) définit qui devient président des États-Unis en cas de décès, d'incapacité, de démission ou de retrait (par impeachment et condamnation subséquente) d'un président en exercice ou d'un président élu.

## Ordre de succession
Le premier dans l'ordre de succession est le vice-président des États-Unis qui est élu en même temps que le président pour le remplacer en cas de mort, de démission, d'incapacité ou d’impeachment de ce dernier. S'il venait à remplacer définitivement le président, il doit alors désigner obligatoirement un autre vice-président dont la nomination doit ensuite être confirmée par les deux chambres du Congrès (XXVe amendement, 1967). Le deuxième sur la liste de succession, le président de la Chambre des représentants (Speaker) ne deviendrait président des États-Unis ou n'exercerait cette fonction par intérim que si à la fois le président et le vice-président étaient empêchés.
Ci-dessous, la liste exhaustive des fonctions de l'ordre de succession présidentielle tel que défini par le Presidential Succession Act of 1947 avec leur titulaire actuel. Néanmoins, un responsable de la fonction, nommé par le président des États-Unis mais non encore confirmé par le Sénat ou non « éligible » au poste de président (si la personne n'est pas née américaine) est exclu de l'ordre de succession présidentielle.
LégendeDémocrate – Républicain – Indépendant
| Numéro établi | Numéro actuel | Fonction                                                 | Titulaire           | Éligibilité | Sceau |
| ------------- | ------------- | -------------------------------------------------------- | ------------------- | ----------- | ----- |
| 1             | 1             | Vice-président des États-Unis                            | J. D. Vance         | Éligible    |       |
| 2             | 2             | Président de la Chambre des représentants des États-Unis | Mike Johnson        | Éligible    |       |
| 3             | 3             | Président pro tempore du Sénat                           | Chuck Grassley      | Éligible    |       |
| 4             | 4             | Secrétaire d'État                                        | Marco Rubio         | Éligible    |       |
| 5             | 5             | Secrétaire au Trésor                                     | Scott Bessent       | Éligible    |       |
| 6             | 6             | Secrétaire à la Défense                                  | Pete Hegseth        | Éligible    |       |
| 7             | 7             | Procureur général                                        | Pam Bondi           | Éligible    |       |
| 8             | 8             | Secrétaire à l'Intérieur                                 | Doug Burgum         | Éligible    |       |
| 9             | 9             | Secrétaire à l'Agriculture                               | Brooke Rollins      | Éligible    |       |
| 10            | 10            | Secrétaire au Commerce                                   | Howard Lutnick      | Éligible    |       |
| 11            | 11            | Secrétaire au Travail                                    | Lori Chavez-DeRemer | Éligible    |       |
| 12            | 12            | Secrétaire à la Santé et aux Services sociaux            | RFK Jr.             | Éligible    |       |
| 13            | 13            | Secrétaire au Logement et au Développement urbain        | Scott Turner        | Éligible    |       |
| 14            | 14            | Secrétaire aux Transports                                | Sean Duffy          | Éligible    |       |
| 15            | 15            | Secrétaire à l'Énergie                                   | Chris Wright        | Éligible    |       |
| 16            | 16            | Secrétaire à l'Éducation                                 | Linda McMahon       | Éligible    |       |
| 17            | 17            | Secrétaire aux Anciens Combattants                       | Doug Collins        | Éligible    |       |
| 18            | 18            | Secrétaire à la Sécurité intérieure                      | Kristi Noem         | Éligible    |       |

### Cas particuliers

#### Les citoyens qui ne sont pas nés américains ne sont pas éligibles
Un sujet de controverse a été le fait de savoir si les membres du cabinet qui sont devenus citoyens américains par naturalisation comme Carlos Gutierrez (né à Cuba), Elaine Chao (née à Taïwan) ou Sally Jewell (née au Royaume-Uni), secrétaires sous les administrations Bush et Obama, étaient constitutionnellement inéligibles pour remplacer le président au titre de l'article 2 de la Constitution des États-Unis qui établit les conditions d'éligibilité requises pour le poste de président à proprement parler. La même question se pose pour les membres de l'ordre de succession qui ont moins de 35 ans ou n'ont pas résidé aux États-Unis pendant 14 ans. Pour éviter un inutile litige constitutionnel dans ce qui serait probablement déjà une période de grande crise, le statut précise que même le président intérimaire (Acting President) doit répondre aux exigences constitutionnelles de la fonction de président. Ainsi, les anciens secrétaires Gutierrez et Chao n'étaient pas admissibles à la fonction de président, tout comme les actuels secrétaires Jennifer Granholm et Alejandro Mayorkas ne le sont pas non plus, car ils ne sont pas nés citoyens des États-Unis.

#### Ajout du secrétaire à la Sécurité intérieure
À la suite des attentats du 11 septembre 2001, fut créé en 2002 un département de la Sécurité intérieure avec à sa tête un secrétaire à la Sécurité intérieure siégeant au cabinet présidentiel. Le 9 mars 2006, le président George W. Bush signe l'ordre exécutif 3199 qui renouvelle le Patriot Act et amende le Presidential Succession Act pour inclure le secrétaire à la Sécurité intérieure dans l'ordre de succession en dernière position où son statut de poste dernièrement créé au sein du cabinet le place par tradition (donc après le secrétaire aux Anciens combattants). La responsabilité de ce poste, surtout en cas de crise majeure qu'entrainerait la disparition ou l'empêchement du président et du vice-président, suggère qu'il soit mieux placé dans l'ordre de succession. Aussi durant le 109e Congrès, un projet de législation est présenté pour placer le secrétaire à la Sécurité intérieure après le procureur général dans l'ordre de succession mais le projet de loi expire à la fin de la législature sans avoir été voté et n'est pas représenté.

#### Les membres temporaires sont inéligibles
Pour figurer dans l'ordre de succession, les membres doivent avoir été confirmés dans leur fonction par le Sénat, avant la mort, la démission, le retrait du président ou l'incapacité ou de toute autre défaillance pour qualifier le président pro tempore du Sénat. Par conséquent, les membres du Cabinet qui n'ont pas été confirmés dans leur fonction ne peuvent pas se trouver dans l'ordre de succession.
Cependant, la manière dont la loi concernée est rédigée pourrait accepter comme successeur légitime les membres intérimaires ayant précédemment été nommés et confirmés par le Sénat au poste d'adjoint (Deputy) du poste dont ils assurent l’intérim.
Les membres du Cabinet présidentiel qui ne sont pas à la tête de départements, le chef de cabinet de la Maison-Blanche par exemple, ne peuvent y figurer non plus.

## Fondements constitutionnels
L'ordre de succession est mentionné à trois endroits différents dans la Constitution américaine : dans l'article 2, section 1, dans le 20e amendement (1933) section 3 et dans le 25e amendement (1967).
- L'article 2, section 1, clause 6, fait du vice-président le premier dans l'ordre de succession et autorise le Congrès à traiter par la loi dans les cas où ni le président ni le vice-président ne peuvent exercer leurs fonctions. La version actuelle de la loi relative à la succession est le Presidential Succession Act of 1947 (en).
- La section 3 du 20e amendement, ratifié en 1933, indique que si le « président élu » (en) meurt avant le début de son mandat, le « vice-président élu » devient président lors de l’Inauguration Day et remplit le mandat complet pour lequel le président décédé avait été élu. Cette section indique aussi que si, le jour de l'Inauguration Day, un président n'a pas été choisi ou que le président élu n'est pas qualifié pour la présidence, le vice-président agit comme président jusqu'à ce que le président soit choisi ou que le président élu soit qualifié. Enfin, la section 3 permet au Congrès de résoudre par la loi les cas où ni un président élu, ni un vice-président élu ne sont éligibles ou disponibles pour exercer leurs fonctions.
- Le 25e amendement, ratifié en 1967, clarifie l'article 2, section 1, en précisant que le vice-président est le successeur direct du président. Il devient président si le président meurt, démissionne ou est démis de sa charge. Le même amendement traite également de la situation où le président est temporairement en incapacité, comme dans le cas d'une opération chirurgicale ou s'il devient mentalement instable. Enfin, il précise aussi qu'en cas de vacance de la vice-présidence, le président doit désigner un nouveau vice-président dont la nomination doit être confirmée par le Congrès. Auparavant, quand le vice-président occupait la présidence ou quittait son poste à la suite d'une démission, d'une destitution, d'un décès ou pour d'autres raisons, la vice-présidence restait vacante jusqu'à la fin du mandat.

## Président par intérim et président

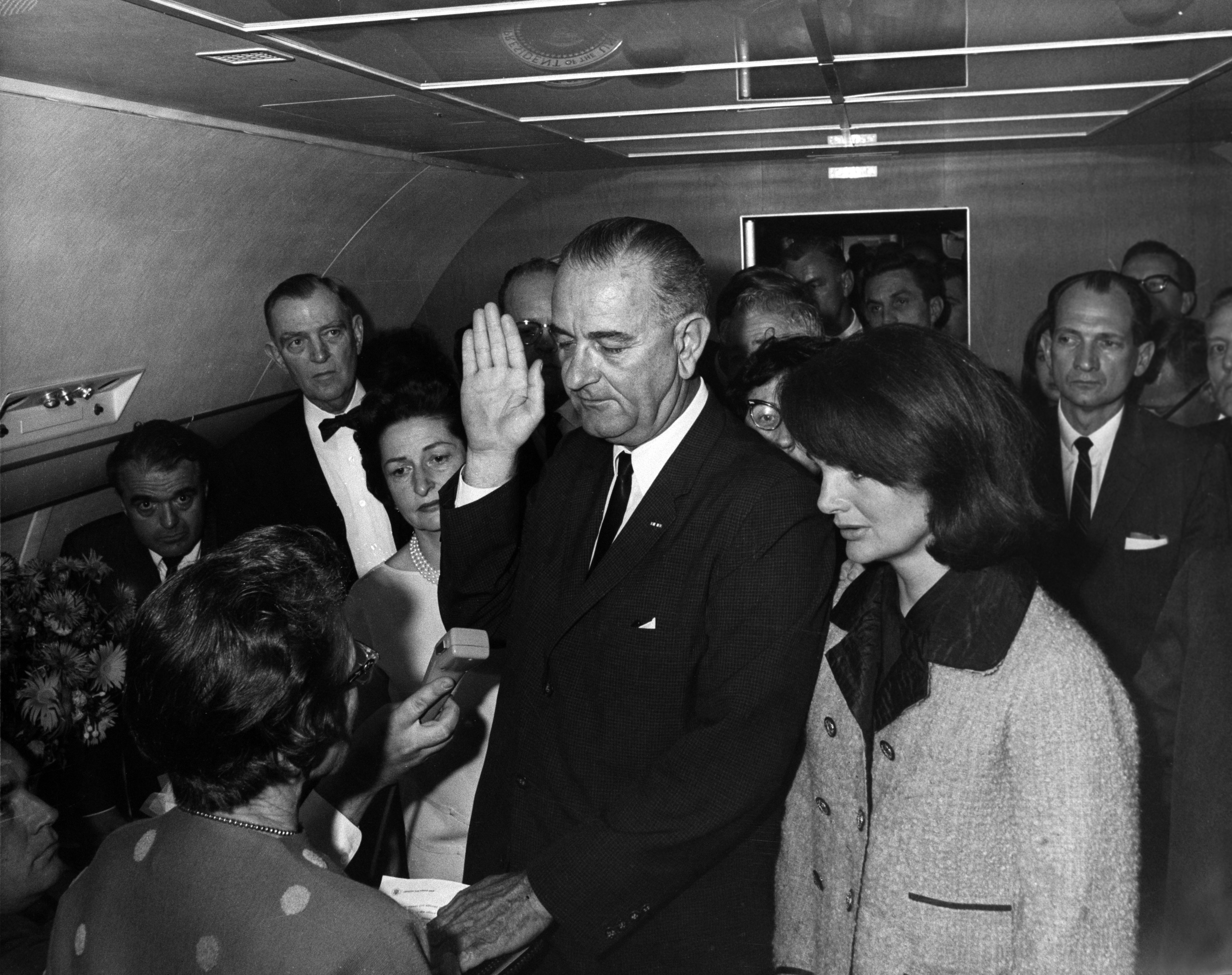
Lyndon Johnson prêtant serment comme président des États-Unis à bord d’Air Force One, peu après l’assassinat de John F. Kennedy

L'article 2, section 1 indique que :

« In case of the removal of the President from office, or of his death, resignation, or inability to discharge the powers and duties of the said office, the same shall devolve on the Vice President … until the disability be removed, or a President elected. »

Cela laisse à l'origine ouvert la question de savoir si « the same » fait référence au « the said office » (« dite charge ») ou seulement « the powers and duties of the said office »" (« les pouvoirs et les devoirs de la dite charge »). Certains historiens argumentent que l'intention de ceux qui ont ainsi encadré la Constitution étaient que le vice-président resterait vice-président lorsqu'il exercerait les pouvoirs et les devoirs de la présidence. Cependant, il y a aussi beaucoup d'éléments pour une interprétation contraire, le plus impérieux étant l'article 1er, section 2, de la Constitution elle-même, dont le texte dit :

« The Vice President of the United States shall be President of the Senate, but shall have no vote, unless they be equally divided. »

« The Senate shall choose their other officers, and also a President pro tempore, in the absence of the Vice President, or when he shall exercise the office of President of the United States. (emphasis added) »

Ce texte apparait répondre à la question hypothétique si la « charge » (the office) ou simplement les « pouvoirs » de la présidence sont délégués au vice-président lors de la succession. Ainsi, le 25e amendement redéclare et réaffirme simplement la validité du précédent existant, en y ajoutant juste de nouveaux protocoles en cas d'incapacité présidentielle. Mais bien sûr, tout le monde n'était pas d'accord avec cette interprétation lors de sa première mise à l'épreuve en 1841 : il fut laissé à John Tyler, le premier à assurer une succession présidentielle dans l'histoire des États-Unis, d'établir le précédent qui fut respecté en l'absence de 25e amendement.

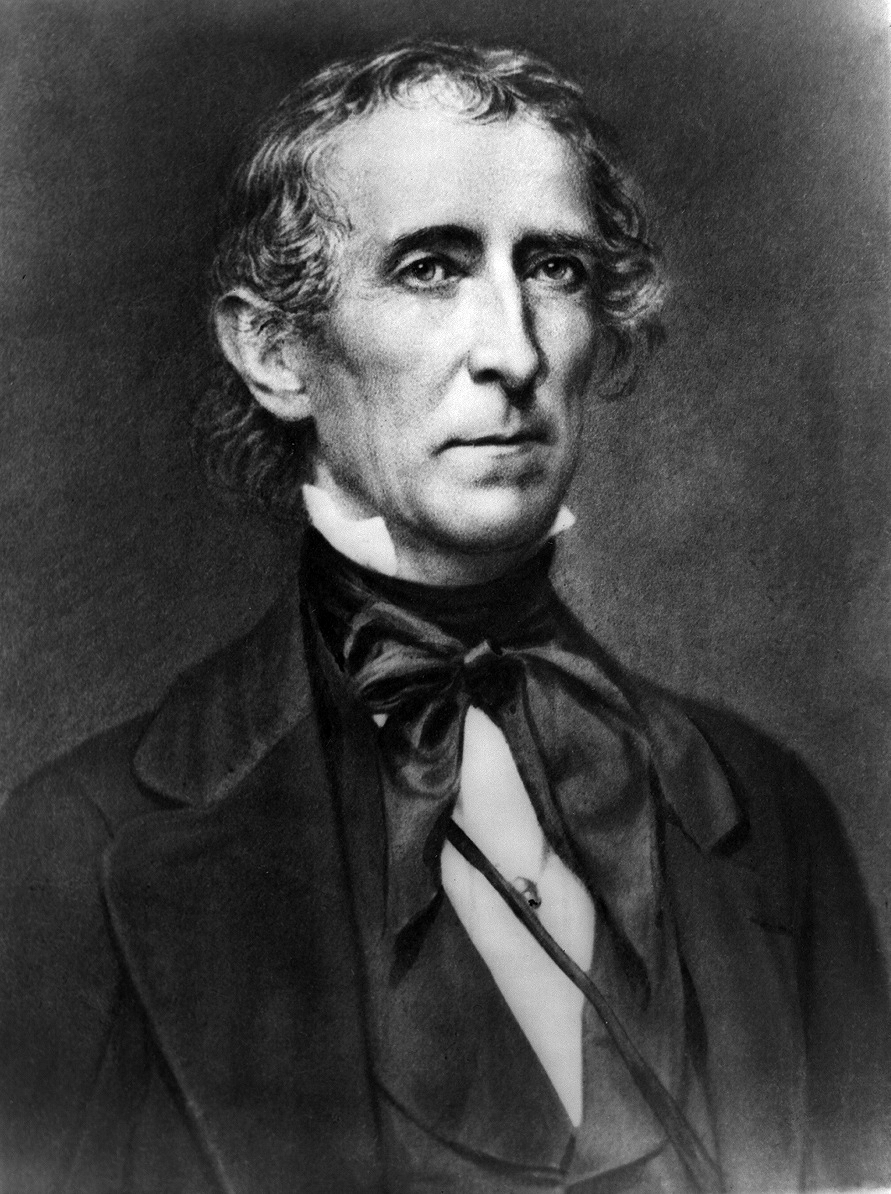
En 1841, John Tyler devint la première personne à prendre une succession à la présidence.

À la mort du président William Henry Harrison en 1841, après une brève hésitation, le vice-président John Tyler adopta la position qu'il était le président et non simplement l'intérim (en), à la prestation de serment de sa fonction présidentielle. Il alla même jusqu'à retourner le courrier envoyé à l’Acting President of the United States.
Ce précédent fut suivi par la suite, et fut clarifié en 1967 par la section 1 du 25e amendement de la Constitution des États-Unis qui spécifie : « En cas révocation du président de sa charge ou de son décès ou de sa démission, le vice-président devient président ». L'amendement ne spécifie pas si les officers autres que le vice-président peuvent devenir président plutôt que président par intérim dans les mêmes circonstances. Cependant, le Presidential Succession Act rend clair que quiconque prend la charge sous ces dispositions « agit seulement comme président » — même s'ils « agissent » dans ce rôle pendant plusieurs années. Seulement quelqu'un servant comme vice-président peut hériter du titre de président des États-Unis.

## Histoire de la loi de succession instaurée par le Congrès
Le Presidential Succession Act de 1792 fut la première loi de succession votée par le Congrès. Cette loi prêta à contentieux à cause du conflit entre les fédéralistes et les républicains-démocrates. Les fédéralistes ne voulaient pas que le secrétaire d'État apparaisse dans la liste juste après le vice-président car Thomas Jefferson était alors le secrétaire d'État et était devenu l'un des leaders démocrates-républicains. Il y avait aussi des problèmes concernant le Chief Justice des États-Unis car cela allait contre la séparation des pouvoirs. Le compromis qui fut trouvé est que le président pro tempore du Sénat fut le suivant sur la ligne de succession après le vice-président, suivi par le président de la Chambre des représentants. Dans les deux cas, ces officers devaient « agir comme président des États-Unis jusqu'à ce que l'incapacité disparaisse ou qu'un président soit élu ». La loi appelait à une élection extraordinaire pour le mois de novembre de l'année dans laquelle la double vacance du pouvoir s'était produite (sauf les vacances intervenues après le premier mercredi d'octobre, dans ce cas l'élection aurait lieu l'année suivante; ou sauf si les vacances interviennent la dernière année du mandat présidentiel, dans ce cas l'élection suivante se déroulerait à la date normale prévue). Le président et le vice-président ainsi élus par le peuple dans une telle élection extraordinaire aurait eu un mandat entier de quatre ans qui débuterait le 4 mars de l'année suivante, mais une telle élection n'eut jamais lieu.
En 1881, après la mort du président Garfield puis en 1885, à la mort du vice-président Hendricks, il n'y avait pas de président pro tempore en poste, et comme la nouvelle Chambre des Représentants dut en convenir, ni de speaker non plus, sans personne pour assurer l'intérim.
Le président Arthur, au moment de son départ en voyage, laissa une enveloppe adressée au « président », à supposer que, s'il n'était plus en mesure d'assumer sa charge, quelqu'un pourrait l'ouvrir. Lorsque le Congrès se réunit en décembre 1885, le président Cleveland demanda une révision de la loi de 1792.
Cela fut fait en 1886. Le Congrès remplaça le président pro tempore et le président de la Chambre des représentants par les officers du Cabinet présidentiel avec le secrétaire d'État en tête de liste. Pendant les cent premières années des États-Unis, six anciens secrétaires d'État avaient plus tard été élus présidents, contre seulement deux présidents du Sénat ou de la Chambre. Il semblait donc raisonnable d'inverser leur rang dans la ligne de succession.
Le Presidential Succession Act of 1947, signé par le président Harry Truman, remit le président de la Chambre et le président pro tempore dans l'ordre de succession, mais intervertit l'ordre des deux par rapport à l'ordre de 1792. Cet ordre de 1947 est resté celui en vigueur aujourd'hui.
Jusqu'en 1971, le Postmaster General était le chef du Département des Postes des États-Unis. Durant la plupart de cette période, il était également membre du cabinet présidentiel et il se trouvait en dernière position dans l'ordre de succession. Quand le Département des Postes fut réorganisé en United States Postal Service, une agence spéciale, indépendante de la branche exécutive, le Postmaster General cessa d'être un membre du Cabinet et fut donc retiré de l'ordre de succession.
L'ordre dans lequel figuraient les membres du Cabinet dans la liste de succession a toujours été le même que l'ordre dans lequel se trouvaient les départements dont ils avaient la charge. Cependant, quand le département de la Sécurité intérieure des États-Unis fut créé en 2002, beaucoup au Congrès voulaient que son secrétaire soit placé en 8e position sur la liste de succession (après le procureur général), devant le secrétaire à l'Intérieur, dans la position qui était celle du secrétaire à la Marine avant la création du poste de secrétaire à la Défense) car ce secrétaire, déjà responsable des secours en cas de catastrophe et de la sécurité était présumé mieux préparé pour prendre la présidence que d'autres membres du cabinet. La législation pour ajouter le secrétaire à la Sécurité intérieure au bas de la liste fut adoptée le 9 mars 2006.

## Successions après le vice-président

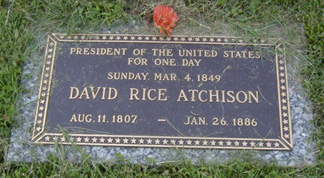
Pierre tombale de David Rice Atchison, Plattsburg, Missouri, avec l'inscription « President of the United States for One Day », président pendant une journée.

Alors que neuf vice-présidents ont succédé au poste de président après la mort ou la démission de ce dernier, et que deux vice-présidents ont servi comme président temporaire (Acting President), aucun autre officer n'a jamais été amené à occuper la fonction présidentielle.
Le 4 mars 1849, la présidence de James Polk se termina un dimanche. Le président élu, Zachary Taylor refusa de prêter serment un dimanche, évoquant des raisons religieuses. Certains pensent que le président du Sénat pro tempore David Rice Atchison fut alors président pendant cette unique journée, comme cela est indiqué sur sa pierre tombale. Cependant, étant donné que le dernier jour du propre mandat d'Atchison comme président pro tempore du Sénat était le 3 mars, cette affirmation semble douteuse. De plus, beaucoup d'historiens et de spécialistes constitutionnels ont déclaré que la présidence ne dépend pas de la prestation de serment.
En 1865, quand Andrew Johnson assuma la présidence à la mort d'Abraham Lincoln, la charge de vice-président devint vacante. À cette époque, le président pro tempore du Sénat était le suivant sur la ligne de succession. En 1868, Johnson se retrouva sous le coup d'une procédure d’impeachment et s'il avait dû abandonner son poste, le président pro tempore Benjamin Wade serait devenu le président intérimaire (Acting President). Cela posait un possible conflit d'intérêts, car le vote de Wade dans la procédure d'impeachment, aurait pu contribuer à son accession à la présidence.

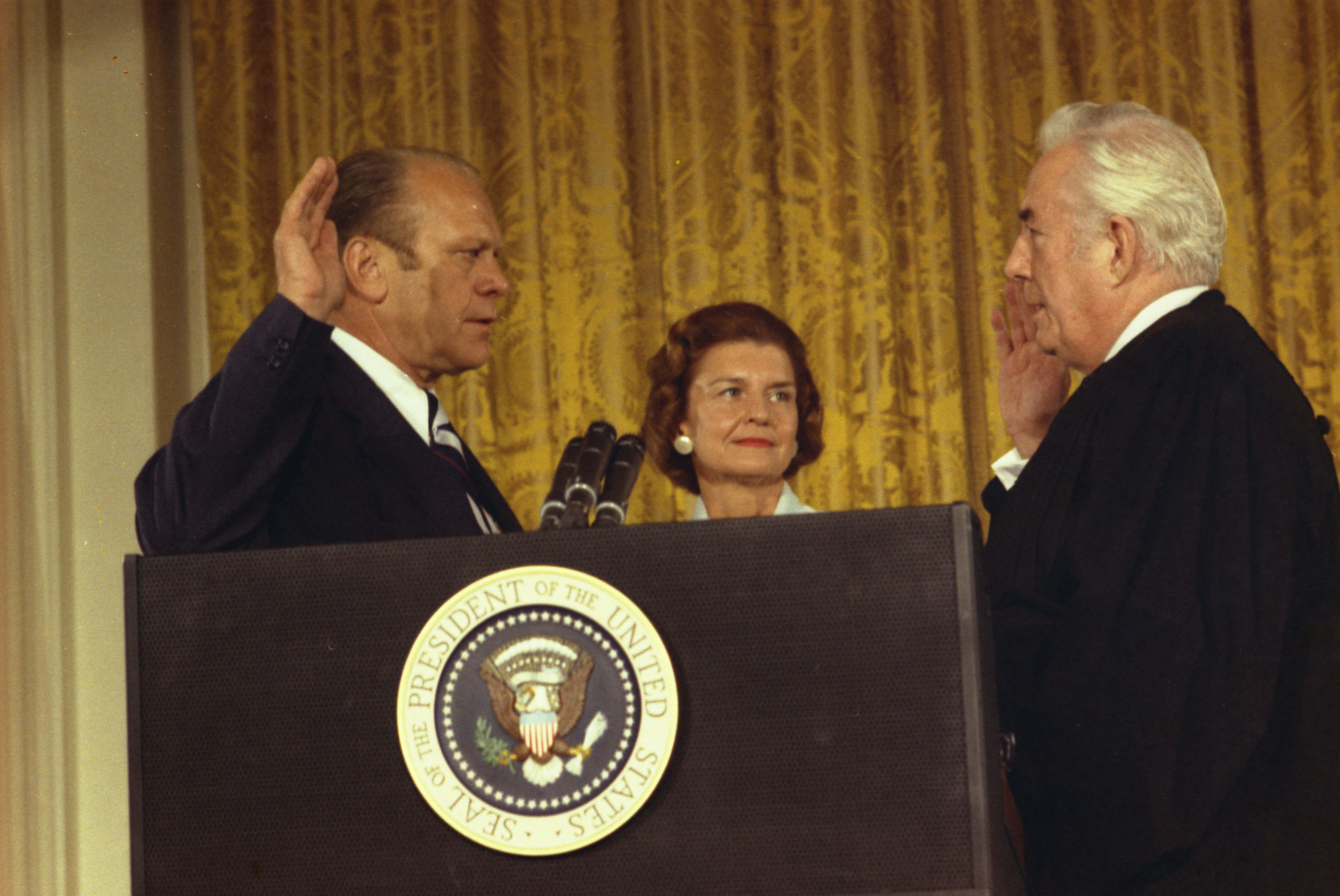
Le nouveau président Gerald Ford prêtant serment devant le président de la Cour suprême Warren Burger à la Maison-Blanche le 9 août 1974, après la démission de Richard Nixon.

Après la vacance de la vice-présidence en 1973, le président de la Chambre Carl Albert était le premier de la liste. Comme le scandale du Watergate rendait la destitution ou la démission du président Nixon possible, Albert serait devenu l'Acting President des États-Unis et — sous le titre 3, section 19(c) du Code des États-Unis — aurait été capable d'« agir comme président jusqu'à l'expiration du mandat de la présidence d'alors ». Albert demanda alors ouvertement s'il était approprié pour lui un démocrate d'assumer les pouvoirs et les devoirs d'une présidence alors qu'il y avait un mandat du peuple pour que la présidence soit tenue par un républicain. Albert annonça que s'il devait assumer les pouvoirs et les devoirs présidentiels, il le ferait seulement dans un rôle de gardien (caretaker). Mais avec la nomination et la confirmation de Gerald Ford à la vice-présidence, cette séquence d'évènements ne sera jamais testée. Albert devint de nouveau le premier de la liste lors des quatre premiers mois de la présidence de Ford, avant la confirmation comme vice-président de Nelson Rockefeller.
En 1981, lors de la tentative d'assassinat de Ronald Reagan, le vice-président George H. W. Bush était en voyage au Texas. Le secrétaire d'État Alexander Haig répondit à une question des reporters sur savoir qui dirigeait le gouvernement par cette déclaration :
« Constitutionnellement, messieurs, vous avez le président, le vice-président et le secrétaire d'État dans cet ordre, et si le président décide vouloir transférer la barre au vice-président, il le fera. Il ne l'a pas fait. À partir de maintenant, je contrôle d'ici, à la Maison-Blanche, attendant le retour du vice-président et en contact étroit avec lui. Si quelque chose arrive, je le verrai avec lui bien sûr. »
Une dispute aigre s'ensuivit sur les propos d'Haig. Certains pensaient que Haig faisait référence à l'ordre de succession et indiquait de manière erronée qu'il avait temporairement l'autorité présidentielle, alors que Haig et ses partisans, rappelant sa familiarité avec l'ordre de succession du temps où il était chef de cabinet de la Maison-Blanche lors de la démission de Richard Nixon, disaient qu'il voulait simplement dire qu'il était l’officer de la branche exécutive de plus haut rang sur place, gérant les choses temporairement le temps que le vice-président revienne.

## Problèmes constitutionnels
Plusieurs experts en droit constitutionnel ont soulevé des questions sur la constitutionnalité des dispositions faisant que le Speaker de la Chambre et le président pro tempore du Sénat accède à la présidence. James Madison, l'un des auteurs de la Constitution, soulevait des questions constitutionnelles similaires sur le Presidential Succession Act of 1792 dans une lettre adressée à Edmund Pendleton en 1792. Deux de ces problèmes peuvent être ainsi résumés :
- Le terme d’officer dans les clauses concernées de la Constitution doit le plus probablement être interprété comme Officer of the United States qui doit être un membre de la branche exécutive ou judiciaire. Le président de la Chambre des représentants et le président pro tempore du Sénat ne sont pas officers dans ce sens.
- Sous le principe de séparation des pouvoirs, la Constitution ne permet clairement pas à des officiels du législatif de servir aussi dans la branche exécutive. Pour que le président de la Chambre des représentants ou le président pro tempore du Sénat puissent devenir président intérimaire (Acting President), ils doivent d'abord abandonner leur fonction, disparaissant alors de l'ordre de succession. Cela constitue un paradoxe constitutionnel pour certains.

En 2003, la Commission sur la continuité gouvernementale, un think tank privé non partisan, suggéra que la loi actuelle posait « au moins sept questions significatives … qui justifient l'attention » dont:
1. La réalité que toutes les personnalités figurant sur l'ordre actuel de succession vivent et travaillent dans la région de Washington. Dans le cas d'une attaque nucléaire, chimique ou biologique, il est possible, peut-être même probable, que toutes les personnes de la liste soient tuées ou en incapacité.
2. Doutes (comme ceux exprimés plus haut par James Madison) que les chefs du Congrès soient éligibles pour agir comme président.
3. Une inquiétude de bon sens sur le fait d'inclure le président pro tempore du Sénat dans l'ordre de succession alors que le « poste principalement honorifique est traditionnellement tenu par le sénateur en poste depuis le plus longtemps dans le parti majoritaire ». Par exemple, du 20 janvier au 6 juin 2001, le président pro tempore Strom Thurmond, de Caroline du Sud était âgé de 98 ans.
4. Une inquiétude que l'actuel ordre de succession puisse entraîner un changement de parti de la présidence en cours, puisque le président de la Chambre des représentants et le président pro tempore ne sont pas forcément du même parti que le président.
5. Une inquiétude concernant le fait que le rang dans la succession soit établi dans l'ordre chronologique des dates de création des différents départements, sans tenir compte des compétences ou des capacités des personnes occupant les fonctions de secrétaire à la tête de ces départements.
6. Le fait que, alors qu'un membre du cabinet commencerait à agir comme président, la loi permette à la Chambre des représentants d'élire un nouveau président (ou au Sénat d'élire un nouveau président pro tempore), qui pourrait dans les faits démettre le membre du cabinet et assurer la charge lui-même.
7. L'absence de disposition en cas où le président est en incapacité et que la vice-présidence est vacante (par exemple, si un attentat simultanément blesse le président et tue le vice-président).

## Théories sur un épuisement de la liste
Pour éviter une situation sans précédent, le gouvernement s’assure spécifiquement qu’il n’existe pas de situation dans laquelle le président et tous ses successeurs potentiels soient présents dans un même lieu. Pour des rassemblements comme le discours sur l'état de l'Union, un membre du cabinet éligible est choisi, le survivant désigné (designated survivor), et se trouve alors mis en sécurité, dans un endroit tenu secret. Ainsi, si pour n’importe quelle raison une catastrophe frappait le Capitole, il y aurait encore une personne survivante pour assumer la présidence.
Il n’y a aucune disposition explicite de ce qui se passerait si toutes les personnes de la liste de succession étaient mortes, en incapacité ou inéligibles pour assumer la présidence. Les secrétaires adjoints ne sont pas éligibles, puisque la ligne de succession ne s’applique qu’à des membres à part entière du cabinet. Dans le cas de la mort de leur supérieur, les secrétaires adjoints n’assument la responsabilité du poste que comme Acting Secretary, des secrétaires intérimaires qui ne peuvent être pris en compte dans la ligne de succession. Si le Congrès était toujours en état d’être convoqué, alors la Chambre des représentants pourrait élire un nouveau speaker ou le Sénat un nouveau président pro tempore qui pourrait immédiatement agir comme président. Cependant, cela pourrait être une dangereuse perte de temps dans un moment d’urgence nationale notamment si la crise a laissé les deux chambres du Congrès sans le quorum nécessaire pour nommer ces postes clés, exigeant alors des élections spéciales pour les sièges non pourvus de la Chambre des représentants ou des nominations des gouverneurs d’État pour remplacer les sénateurs. Cette possibilité a provoqué des discussions sur des solutions légales ou constitutionnelles, mais aucune action formelle n’a été entreprise.
Cependant, la probabilité de la situation décrite reste très faible, en raison de la protection dont bénéficient les personnes présentes sur la liste, en particulier le vice-président des États-Unis, et de la rareté des situations où l'ensemble de ses membres sont réunis au même endroit, le seul moment étant le discours sur l'état de l'Union, durant lequel le survivant désigné est choisi.

## Source
- (en) Cet article est partiellement ou en totalité issu de l’article de Wikipédia en anglais intitulé « United States presidential line of succession » (voir la liste des auteurs).